# باشگاه فوتبال ناگانو پارسیرو
باشگاه فوتبال ناگانو پارسیرو ژاپنی: AC長野パルセイロ باشگاه فوتبالی در شهر استان ناگانو، ژاپن است که در جی‌لیگ ۳ بازی می‌کند. این باشگاه در سال ۱۹۹۰ میلادی پایه‌گذاری شده است.